# Anchisquilloides
Anchisquilloides is een geslacht van kreeftachtigen uit de klasse van de Malacostraca (hogere kreeftachtigen).

## Soorten
- Anchisquilloides mcneilli (Stephenson, 1953)
- Anchisquilloides michelae Moosa, 1986